# Österreichische Gesellschaft für Prä- und Perinatale Medizin
Die Österreichische Gesellschaft für Prä- und Perinatale Medizin (ÖGfPPM) ist ein Verein, der am 8. Mai 1973 zum Zweck der Förderung wissenschaftlicher Forschung auf dem Gebiet der Prä- und Perinatalen Medizin, der Verbreitung von Erkenntnissen zum Wohl der Schwangeren und ihres Kindes und der Durchsetzung prä- und perinatologischer Notwendigkeiten offiziell gegründet wurde. Die Fachgesellschaft beging am 17. November 2023 ihr 50-jähriges Jubiläum.
Nachdem in Österreich 1994 die Kinderchirurgie als eine eigenständige Disziplin entstanden war, werden inzwischen auch die themenbezogenen Belange dieses Fachs von der ÖGfPPM vertreten.
Gründungsväter waren der Geburtshelfer Kurt Baumgarten, der Neonatologe Otto Thalhammer sowie der Anästhesist Otto Mayrhofer-Krammel (alle Wien). Schirm- und Hausherr war bis zu seiner Emeritierung der Vorstand der II. Universitäts-Frauenklinik in Wien, Hugo Husslein (1908–1985). Die ÖGfPPM verleiht jährlich den Otto-Thalheimer-Preis. Diese Auszeichnung richtet sich ausschließlich an Mitglieder der Fachgesellschaft, wobei eine Teilnahme möglich ist, wenn ein Bewerber um den Otto Thalheimer Preis gleichzeitig mit seiner Arbeit einen Mitgliedsantrag einreicht. Mit dem Otto Thalhammer Preis werden herausragende wissenschaftliche Arbeiten auf dem Gebiet der Prä- und Perinatalmedizin ausgezeichnet.
Präsident der Gesellschaft ist Axel Farr von der Universitätsklinik für Frauenheilkunde der Medizinischen Universität Wien. Generalsekretärin der Fachgesellschaft in Anke Scharrer vom Klinischen Institut für Pathologie der Medizinischen Universität Wien.